# Détournement du bus CX-17
Pour plus de détails, voir Fiche technique et Distribution.
Détournement du bus CX-17 (Sudden Terror: The Hijacking of School Bus 17) est un téléfilm américain diffusé en 1996 et réalisé par Paul Schneider.

## Synopsis
La conductrice d'un bus de ramassage scolaire doit faire face à une prise d'otages. Elle tente de rester calme et de prévenir discrètement la police.
Frank et Marta Caldwell, mariés depuis cinq ans, ne peuvent pas avoir d'enfants, ce qu'ils regrettent tous deux amèrement. Conductrice d'un bus de ramassage scolaire, Marta travaille au contact de petits écoliers, âgés de six à huit ans. Cathy, Benito, Roberto, Ricky, Josephina, Fernando, Célina et Jimmy ne sont pas tout à fait comme les autres enfants. Ils souffrent de troubles émotionnels et suivent leur scolarité dans un établissement spécialisé. Un matin, alors que Marta conduit le petit groupe avec l'aide de Glenda, une surveillante, un certain Harry Kee pénètre dans le bus et prend les passagers en otages, menaçant de tout faire sauter...

## Fiche technique
- Réalisateur : Paul Schneider
- Année de production : 1996
- Durée : 91 minutes
- Format : 1,33:1, couleur
- Son : stéréo
- Dates de premières diffusions :
  -  États-Unis : 13 octobre 1996
  -  France: 3 septembre 2004 sur M6
- Interdit aux moins de 10 ans

## Distribution
- María Conchita Alonso : Marta Caldwell
- Marcy Walker : Lt. Kathy Leone
- Michael Paul Chan : Harry Kee
- Dennis Boutsikaris: Frank Caldwell
- Bruce Weitz: Lt. Dominick Caroselli